# Нюскен, Сьоэке
Сьоэке Нюскен (нем. Sjoeke Nüsken; род. 22 января 2001, Хамм, Северный Рейн-Вестфалия) — немецкая футболистка, полузащитник клуба «Челси» и национальной сборной Германии. Бронзовый призёр летних Олимпийских игр 2024 года, бронзовый призёр Лиги наций УЕФА 2024 года.

## Клубная карьера
В апреле 2019 года Нюскен подписала трёхлетний контракт с семикратными чемпионами Германии — «Франкфуртом» (с сезона 2020/21 выступает под названием «Айнтрахт Франкфурт»). 15 сентября 2019 года дебютировала в Бундеслиге в матче против «ФФ УСВ Йена», восстановившись после перелома ноги и выйдя на замену. 13 октября 2019 года впервые вышла в стартовом составе «Франкфурта». 27 октября 2019 года забила свой первый гол в Бундеслиге, принеся победу в матче против «Дуйсбург» со счётом 2:1.
В сезоне 2023/2024 годов Нюскен перешла в «Челси», подписав контракт до 30 июня 2026 года. 1 октября 2023 года дебютировала за «Челси» в матче против «Тоттенхэма» (2-1). 22 октября 2023 года забила свои первые три гола за «Челси», оформив хет-трик в матче против «Брайтона». По итогам сезона стала чемпионкой Англии.
В сентябре 2024 года Нюскен была номинирована на «Золотой мяч» среди женщин за свою работу в сезоне 2023/2024 годов. Заняла 25-е место в итоговом рейтинге. 8 октября 2024 года забила свой первый гол в сезоне в матче «Челси» против «Реала» в женской Лиге чемпионов УЕФА, который завершился со счётом 3:2 в пользу «Челси». По итогам сезона игроки «Челси» стали чемпионками Англии.

## Карьера за сборную
Нюскен впервые была вызвана в женскую взрослую сборную Германии в декабре 2018 года. Дебютировала в составе взрослой сборной 21 февраля 2021 года в товарищеском матче против Бельгии. 10 апреля 2021 года забила свой первый гол за сборную в товарищеском матче против Австралии (5-2).
8 июля 2023 года Нюскен была включена в состав сборной Германии на чемпионат мира 2023 года. Вышла на замену во втором матче группового этапа, в котором Германия потерпела неожиданное поражение от Колумбии. Германия выбыла из турнира на групповом этапе.
В июле 2024 года Нюскен была приглашена на летние Олимпийские игры 2024 года. Неизменно выходила в стартовом составе сборной Германии и внесла свой вклад в завоевание командой бронзовой медали.
В июне 2025 года была заявлена в сборную Германии для участия в чемпионате Европы. Во втором матче против Дании забила гол с пенальти.

## Личная жизнь
Нюскен изучала гражданское строительство в Рейн-Майнском университете прикладных наук, обучение в котором окончила в 2024 году.

## Достижения

### Клубные
- Чемпионка Англии: 2023/24, 2024/25
- Обладательница Кубка Англии: 2024/25
- Обладательница Кубка английской Лиги: 2024/25

### Международные
- Бронзовый призёр летних Олимпийских игр: 2024
- Бронзовая призёрка Лиги Наций[англ.]: 2023/24[англ.][3]

### Индивидуальные
- Серебряный лавровый лист — 2024 год.